# Deutsche Leichtathletik-Meisterschaften 2002/Resultate
Der Hauptteil der Wettbewerbe bei den 102. Deutschen Leichtathletik-Meisterschaften wurde vom 5. bis 7. Juli 2002 in Bochum-Wattenscheid ausgetragen.
In der hier vorliegenden Auflistung werden die in den verschiedenen Wettbewerben jeweils ersten acht platzierten Leichtathletinnen und Leichtathleten aufgeführt. Eine Übersicht mit den Medaillengewinnerinnen und -gewinnern sowie einigen Anmerkungen zu den Meisterschaften findet sich unter dem Link Deutsche Leichtathletik-Meisterschaften 2002.
Wie immer gab es zahlreiche Disziplinen, die zu anderen Terminen an anderen Orten stattfanden – in den folgenden Übersichten jeweils konkret benannt.

## Meisterschaftsresultate Männer

### 100 m
| Platz | Athlet, Verein                                              | Zeit (s) |
| ----- | ----------------------------------------------------------- | -------- |
| 1     | Marc Blume (TV Wattenscheid 01)                             | 10,27    |
| 2     | Thomas Müller (ABC Ludwigshafen)                            | 10,42    |
| 3     | Ronny Ostwald (TV Wattenscheid 01)                          | 10,46    |
| 4     | Marc Kochan (LAZ Salamander Kornwestheim-Ludwigsburg)       | 10,47    |
| 5     | Alexander Kosenkow (TV Wattenscheid 01)                     | 10,48    |
| 6     | Christian Schacht (LAZ Salamander Kornwestheim-Ludwigsburg) | 10,53    |
| 7     | Holger Blume (TV Wattenscheid 01)                           | 10,62    |
| 8     | Steffen Otto (Team Erfurt)                                  | 10,76    |

Datum: 6. Juli
Wind: −0,1 m/s

### 200 m
| Platz | Athlet, Verein                                 | Zeit (s) |
| ----- | ---------------------------------------------- | -------- |
| 1     | Marc Blume (TV Wattenscheid 01)                | 20,87    |
| 2     | Steffen Otto (Team Erfurt)                     | 21,21    |
| 3     | Rasgawa Pinnock (ASV Köln)                     | 21.30    |
| 4     | Thomas Müller (ABC Ludwigshafen)               | 21,31    |
| 5     | Alexander Kosenkow (TV Wattenscheid 01)        | 21,35    |
| 6     | Sebastian Gatzka (LG Alheimer Rotenburg-Bebra) | 21,41    |
| 7     | Joachim Kube (DJK Frankenberg Aachen)          | 21,80    |
| 8     | Mathias Mertens (SC Magdeburg)                 | 60,00    |

Datum: 7. Juli
Wind: −1,6 m/s

### 400 m
| Platz | Athlet, Verein                        | Zeit (s) |
| ----- | ------------------------------------- | -------- |
| 1     | Ingo Schultz (LG Olympia Dortmund)    | 44,97    |
| 2     | Jens Dautzenberg (VfL Wolfsburg)      | 46,19    |
| 3     | Bastian Swillims (TV Wattenscheid 01) | 46,33    |
| 4     | Lars Figura (VfL Wolfsburg)           | 46,74    |
| 5     | Ruwen Faller (TuS Jena)               | 46,99    |
| 6     | Michael Dragu (LG Olympia Dortmund)   | 47,31    |
| 7     | Iloduba Ezekwem (TV Wattenscheid 01)  | 47,58    |
| 8     | Stefan Kinzy (TB Bad Cannstatt)       | 47,80    |

Datum: 6. Juli

### 800 m
| Platz | Athlet, Verein                           | Zeit (min) |
| ----- | ---------------------------------------- | ---------- |
| 1     | René Herms (LG Asics Pirna)              | 1:45,85    |
| 2     | Nils Schumann (SC Creaton Großengottern) | 1:46,08    |
| 3     | Christian Köhler (1. LAV Rostock)        | 1:48,56    |
| 4     | Stephan Frosch (LG Osterode)             | 1:48,70    |
| 5     | Matthias Jaworski (Harz-Gebirgslauf)     | 1:49,20    |
| 6     | Moritz Höft (LG Nike Berlin)             | 1:49,29    |
| 7     | Said Lakhal (SC Baden-Baden)             | 1:49,93    |
| 8     | Heiko Kupfer (VfL Sindelfingen)          | 1:51,86    |

Datum: 7. Juli

### 1500 m
| Platz | Athlet, Verein                                   | Zeit (min) |
| ----- | ------------------------------------------------ | ---------- |
| 1     | Franek Haschke (LG Asics Pirna)                  | 3:43,03    |
| 2     | Philipp Legath (ASV Köln)                        | 3:45,22    |
| 3     | Mark Rapp (Bergsträßer LG)                       | 3:45,71    |
| 4     | Martin Allgeyer (LSG Aalen)                      | 3:45,96    |
| 5     | Christian Güssow (SG TSV Kronshagen/Kieler TB)   | 3:46,71    |
| 6     | Christopher Chayriguet (TV Waldstraße Wiesbaden) | 3:47,41    |
| 7     | Jonas Stifel (LG Nike Berlin)                    | 3:47,42    |
| 8     | Franz Theimer (Berliner LG Ost)                  | 3:49,51    |

Datum: 7. Juli

### 5000 m
| Platz | Athlet, Verein                                | Zeit (min) |
| ----- | --------------------------------------------- | ---------- |
| 1     | Jan Fitschen (TV Wattenscheid 01)             | 13:41,89   |
| 2     | Mario Kröckert (TSV Bayer 04 Leverkusen)      | 13:45,19   |
| 3     | Michael May (TSV Bayer 04 Leverkusen)         | 13:46,54   |
| 4     | Alexander Lubina (TV Wattenscheid 01)         | 13:49,22   |
| 5     | Sebastian Hallmann (LAC Quelle Fürth/München) | 13:50,99   |
| 6     | Thorsten Gombert (DJK Kleinenbroich)          | 13:52,61   |
| 7     | Arne Gabius (LAV Hamburg-Nord)                | 13:53,97   |
| 8     | Carsten Schütz (TV Wattenscheid 01)           | 13:55,00   |

Datum: 6. Juli

### 10.000 m
| Platz | Athlet, Verein                                    | Zeit (min) |
| ----- | ------------------------------------------------- | ---------- |
| 1     | Alexander Lubina (TV Wattenscheid 01)             | 28:41,55   |
| 2     | Oliver Dietz (TSV Gerbrunn)                       | 28:46,34   |
| 3     | Jens Borrmann (SC DHfK Leipzig)                   | 28:55,05   |
| 4     | Oliver Mintzlaff (LG Bonn/Troisdorf/Niederkassel) | 29:44,91   |
| 5     | Carsten Schütz (TV Wattenscheid)                  | 30:02,13   |
| 6     | Dennis Pyka (LG Domspitzmilch Regensburg)         | 30:09,09   |
| 7     | Stefan Groß (LG Bonn/Troisdorf/Niederkassel)      | 30:24,71   |
| 8     | Markus Pingpank (TSV Kirchdorf)                   | 30:48,28   |

Datum: 11. Mai
fand in Dessau statt

### 10-km-Straßenlauf
| Platz | Athlet, Verein                                    | Zeit (min) |
| ----- | ------------------------------------------------- | ---------- |
| 1     | Carsten Schütz (TV Wattenscheid)                  | 29:26      |
| 2     | Terefe Desalegn (LG Eintracht Frankfurt)          | 29:26      |
| 3     | Alexander Lubina (TV Wattenscheid 01)             | 29:38      |
| 4     | Sebastian Bürklein (TV Wattenscheid 01)           | 29:59      |
| 5     | Martin Beckmann (LG Leinfelden-Echterdingen)      | 30:08      |
| 6     | Michael Fietz (TV Wattenscheid 01)                | 30:21      |
| 7     | Oliver Mintzlaff (LG Bonn/Troisdorf/Niederkassel) | 30:28      |
| 8     | Jan Förster (SG Empor Brandenburger Tor 1952)     | 30:31      |

Datum: 7. September
fand in Salzgitter statt

### 10-km-Straßenlauf, Mannschaftswertung
| Platz | Verein, Besetzung                                                                       | Zeit (h) |
| ----- | --------------------------------------------------------------------------------------- | -------- |
| 1     | TV Wattenscheid 01 I (Carsten Schütz, Alexander Lubina, Sebastian Bürklein)             | 1:29:03  |
| 2     | LG Braunschweig I (Jürgen Austin-Kerl, Georg Diettrich, Jörn Wagner)                    | 1:32:49  |
| 3     | TV Wattenscheid 01 II (Michael Fietz, Manuel Meyer, Mark Ostendarp)                     | 1:33:30  |
| 4     | SC DHfK Leipzig (Jens Borrmann, Matthias Körner, Volker Fritzsch)                       | 1:34:33  |
| 5     | LG Bonn/Troisdorf/Niederkassel (Oliver Mintzlaff, Mike Mariathasan, Robert-Thomas Koch) | 1:34:34  |
| 6     | LG Leinfelden-Echterdingen (Martin Beckmann, Michael Goehner, Tim Jensen)               | 1:35:20  |
| 7     | Hallesche Leichtathletik-Freunde (Andre Sommer, Michael Plaul, Robert Patzschke)        | 1:36:00  |
| 8     | LG Braunschweig II (Dennis Jünemann, Mario Burger, Matthias Strotmann)                  | 1:36:16  |

Datum: 7. September
fand in Salzgitter statt

### Halbmarathon
| Platz | Athlet, Verein                               | Zeit (h) |
| ----- | -------------------------------------------- | -------- |
| 1     | Carsten Eich (LG Braunschweig)               | 1:03:33  |
| 2     | Embaye Hedrit (LAC Quelle Fürth/München)     | 1:03:50  |
| 3     | Terefe Desalegn (LG Eintracht Frankfurt)     | 1:04:05  |
| 4     | Martin Beckmann (LG Leinfelden-Echterdingen) | 1:04:38  |
| 5     | Sebastian Bürklein (TV Wattenscheid 01)      | 1:04:43  |
| 6     | Jirka Arndt (SCC Berlin)                     | 1:05:18  |
| 7     | Stephan Freigang (LC Cottbus)                | 1:05:23  |
| 8     | Jörn Wagner (LG Braunschweig)                | 1:05:41  |

Datum: 23. März
fand in Schotten statt

### Halbmarathon, Mannschaftswertung
| Platz | Verein, Besetzung                                                           | Zeit (h) |
| ----- | --------------------------------------------------------------------------- | -------- |
| 1     | LG Braunschweig I (Carsten Eich, Jörn Wagner, Jürgen Austin-Kerl)           | 3:13:35  |
| 2     | LG Bonn/Troisdorf/Niederkassel (Stefan Groß, Frank Hahn, Mike Mariathasan)  | 3:20:57  |
| 3     | LC Rothaus Breisgau (Hartwig Potthin, Thomas Stegerer, Christian Thörner)   | 3:22:26  |
| 4     | LG Braunschweig II (Robert Langfeld, Mario Burger, Matthias Strotmann)      | 3:22:35  |
| 5     | LG Leinfelden-Echterdingen (Martin Beckmann, Michael Göhner, Tim Jensen)    | 3:23:06  |
| 6     | LG Eintracht Frankfurt (Terefe Desalegn, Klaus Brantsch, Frank Zimmer)      | 3:25:46  |
| 7     | LAC Quelle Fürth/München (Embaye Hedrit, Habib Boukechab, Karl-Heinz Leidl) | 3:25:59  |
| 8     | LC Cottbus (Stephan Freigang, Holger Zobries, Ulrich Rückert)               | 3:26:57  |

Datum: 23. März
fand in Schotten statt

### Marathon
| Platz | Athlet, Verein                                   | Zeit (h) |
| ----- | ------------------------------------------------ | -------- |
| 1     | Martin Beckmann (LG Leinfelden-Echterdingen)     | 2:16:07  |
| 2     | Ulrich Steidl (SSC Hanau-Rodenbach)              | 2:17:12  |
| 3     | Steffen Benecke (TSG Bergedorf)                  | 2:18:20  |
| 4     | Maximilian Bahn (LG Bonn/Troisdorf/Niederkassel) | 2:18:24  |
| 5     | Stefan Groß (LG Bonn/Troisdorf/Niederkassel)     | 2:21:29  |
| 6     | Jirka Arndt (SCC Berlin)                         | 2:21:31  |
| 7     | Matthias Körner (SC DHfK Leipzig)                | 2:21:48  |
| 8     | Georg Diettrich (LG Braunschweig)                | 2:22:26  |

Datum: 29. September
fand im Rahmen des Berlin-Marathons statt

### Marathon, Mannschaftswertung
| Platz | Verein, Besetzung                                                              | Zeit (h) |
| ----- | ------------------------------------------------------------------------------ | -------- |
| 1     | SCC Berlin (Jirka Arndt, Ralf Preibisch, Sven Kersten)                         | 7:20:43  |
| 2     | SC DHfK Leipzig (Matthias Körner, Rene Wendler, Holger Munkelt)                | 7:24:45  |
| 3     | DJK Armada Würselen (Jörg Achten, Michael Reuel, Martin Lohbreyer)             | 7:34:24  |
| 4     | SSC Hanau-Rodenbach (Ulrich Steidl, Michael Schrodt, Carsten Wenzek)           | 7:34:28  |
| 5     | SC Roth 1952 (Alexander Schatz, Thomas Herrmann, Fred Raumer)                  | 7:38:47  |
| 6     | LG Domspitzmilch Regensburg (Wolfgang Kohnen, Michael Hock, Rudolf Salzberger) | 7:45:10  |
| 7     | LLC Marathon Regensburg (Robert Zwickl, Peter Kozlowski, Markus Kerscher)      | 7:45:24  |
| 8     | PSV Grün-Weiß Kassel (Matthias Jahnke, Nikolai Ziegler, Johannes Jungton)      | 7:46:37  |

Datum: 29. September
fand im Rahmen des Berlin-Marathons statt

### 100-km-Straßenlauf
| Platz | Athlet, Verein                           | Zeit (h) |
| ----- | ---------------------------------------- | -------- |
| 1     | Volker Krajenski (SV Emmerstedt)         | 6:58:55  |
| 2     | Dr. Thomas Miksch (TV Jahn Kempten)      | 7:03:47  |
| 3     | Wolfgang Schneider (LGV Marathon Gießen) | 7:10:28  |
| 4     | Haroun Malik (SCC Berlin)                | 7:24:25  |
| 5     | Jörg Hooß (LTF Marpingen)                | 7:25:39  |
| 6     | Robert Feller (LTF Marpingen)            | 7:28:12  |
| 7     | Joachim Semm (Team Voreifel)             | 7:30:46  |
| 8     | Werner Alles (LTF Marpingen)             | 7:33:44  |

Datum: am 31. August
fand in Rheine statt

### 100-km-Straßenlauf, Mannschaftswertung
| Platz | Verein, Besetzung                                                                | Zeit (h) |
| ----- | -------------------------------------------------------------------------------- | -------- |
| 1     | LTF Marpingen I (Jörg Hooß, Robert Feller, Werner Alles)                         | 22:27:35 |
| 2     | TV Jahn Kempten (Dr. Thomas Miksch, Ulrich Guranti, Norbert Grotz)               | 25:23:28 |
| 3     | SG Neukirchen-Hülchrath (Dr. Bernd Juckel, Michael Göhner, Ferdinand Tiggelkamp) | 26:19:17 |
| 4     | TuS Sythen (Karl Berndstrotmann, Dr. Peter Frye, Tomas Greshake)                 | 27:25:40 |
| 5     | LTF Marpingen II (Johannes Schulz, Stefan Feller, Gernot Helferich)              | 28:07:11 |
| 6     | LT Endingen (Peter Klorer, Norbert Enderle, Klaus Kläger)                        | 30:39:46 |
| 7     | RLT Rodgau-Lauftreff (Gerhard Walper, Rainer Bergert, Reinhardt Schulz)          | 31:06:36 |

Datum: am 31. August

### 110 m Hürden
| Platz | Athlet, Verein                               | Zeit (s) |
| ----- | -------------------------------------------- | -------- |
| 1     | Florian Schwarthoff (OSC Berlin)             | 13,69    |
| 2     | Claude Edorh (LT DSHS Köln)                  | 13,82    |
| 3     | Thomas Blaschek (TuS Jena)                   | 13,87    |
| 4     | Jan Schindzielorz (LAC Quelle Fürth/München) | 13,94    |
| 5     | Florian Seibold (TV Heppenheim)              | 13,96    |
| 6     | Ivo Burkhardt (SV Halle)                     | 14,09    |
| 7     | Thorsten Engelmann (TV Wattenscheid 01)      | 14,24    |
| 8     | Eric Schroers (LAV Bayer Uerdingen/Dormagen) | 14,47    |

Datum: 7. Juli
Wind: +0,5 m/s

### 400 m Hürden
| Platz | Athlet, Verein                           | Zeit (s) |
| ----- | ---------------------------------------- | -------- |
| 1     | Henning Hackelbusch (TV Wattenscheid 01) | 50,26    |
| 2     | Christian Duma (LG Eintracht Frankfurt)  | 50,39    |
| 3     | Andreas Wickert (TSV Rudow Berlin)       | 50,73    |
| 4     | Sebastian Aryee (LG Olympia Dortmund)    | 50,97    |
| 5     | Jan Schneider (LG Kindelsberg Kreuztal)  | 51,04    |
| 6     | Rayk Schulze (LC Cottbus)                | 51,47    |
| 7     | Stefan Bönisch (LG Eintracht Frankfurt)  | 52,05    |
| 8     | Gerko Siemer (LG Olympia Dortmund)       | 53,29    |

Datum: 6. Juli

### 3000 m Hindernis
| Platz | Athlet, Verein                                | Zeit (min) |
| ----- | --------------------------------------------- | ---------- |
| 1     | Filmon Ghirmai (LAC Pliezhausen)              | 8:35,77    |
| 2     | Damian Kallabis (VfB Stuttgart)               | 8:35,95    |
| 3     | Ralf Aßmus (SV Creaton Großengottern)         | 8:37,47    |
| 4     | Raphael Schäfer (LC Rehlingen)                | 8:37,56    |
| 5     | Christian Knoblich (LAC Quelle Fürth/München) | 8:39,73    |
| 6     | Steffen Preuk (SV Creaton Großengottern)      | 8:40,45    |
| 7     | Jochen Dieckfoß (LAV Tübingen)                | 8:45,04    |
| 8     | Torsten Grube (LAZ Leipzig)                   | 8:46,61    |

Datum: 7. Juli

### 4 × 100 m Staffel
| Platz | Verein, Besetzung                                                                                              | Zeit (s) |
| ----- | --- | -------- |
| 1     | TV Wattenscheid 01 I (Holger Blume, Marc Blume, Alexander Kosenkow, Jérôme Crews)                              | 39,35    |
| 2     | LAZ Salamander Kornwestheim-Ludwigsburg I (Matthias Eifert, Marc Kochan, Tobias Unger, Florian Gamper)         | 40,32    |
| 3     | MTG Mannheim (Patrick Wirth, Michael Schäfer, Bernd Pux, Thomas Lauinger)                                      | 40,48    |
| 4     | LG Eintracht Frankfurt (Rainer Holzschuh, Kay Kienzler, Christian Brüning, Anthony Viel)                       | 40,49    |
| 5     | LG TK Hannover 96 (Oliver Feltz, Roven Schmidt, Thorsten Vauth, Oliver Farys)                                  | 41,24    |
| 6     | TV Wattenscheid 01 II (Thorsten Engelmann, Jan-Christopher Schulte, Thomas Novy, David Filipkowski)            | 41,29    |
| 7     | VfB LC Friedrichshafen (Matthias Graf, Alfredo Prota, Matthias Rotzler, Stefan Lahr)                           | 41,64    |
| 8     | LAZ Salamander Kornwestheim-Ludwigsburg II (Alexander Pohl, Simon Bräuchle, Benjamin Eichert, Johannes Lohrer) | 41,87    |

Datum: 6. Juli

### 4 × 400 m Staffel
| Platz | Verein, Besetzung                                                                                    | Zeit (min) |
| ----- | --- | ---------- |
| 1     | LG Olympia Dortmund I (Michael Dragu, Sebastian Aryee, Jörg Krick, Ingo Schultz)                     | 3:06,68    |
| 2     | TV Wattenscheid 01 (Henning Hackelbusch, Iloduba-Darwin Ezekwem, Tobias Schlitzer, Bastian Swillims) | 3:07,01    |
| 3     | VfL Wolfsburg (Andre Volkmann, Alexander Knitsch, Jens Dautzenberg, Lars Figura)                     | 3:08,03    |
| 4     | VfL Sindelfingen (Stefan Holz, Jörg Niethammer, Steffen Sattelmaier, Heiko Kupfer)                   | 3:09,09    |
| 5     | TSV Bayer 04 Leverkuse (Ferdinand Rissom, Benjamin Nitze, Jan Reinberg, René Breitenstein)           | 3:10,22    |
| 6     | LG Nike Berlin (Ralf Riester, Mathias Hillebrand, Gregor Schwamberger, Roberto Schlöske)             | 3:11,37    |
| 7     | LG Olympia Dortmund II (Thomas Ullm, Gerko Siemer, Patrik Becher, Manuel Dornemann)                  | 3:14,21    |
| 8     | LG Eintracht Frankfurt (Kay Kienzler, Christian Duma, Uwe Samer, Christian Brüning)                  | 3:14,31    |

Datum: 7. Juli

### 3 × 1000 m Staffel
| Platz | Verein, Besetzung                                                                    | Zeit (min) |
| ----- | ------------------------------------------------------------------------------------ | ---------- |
| 1     | SV Creaton Großengottern (Martin Uhlich, Torsten Kühn, Ralf Aßmus)                   | 7:14,84    |
| 2     | LG Olympia Dortmund (Ansgar Varnhagen, Steffen Co, Tobias Dertmann)                  | 7:15,08    |
| 3     | TSV Bayer 04 Leverkusen (René Breitenstein, Benedict Nolte, Michael Stemmler)        | 7:15,86    |
| 4     | TV Waldstraße Wiesbaden (Maximilian Freund, Stephan Sprengel, Christophe Chayriguet) | 7:16,31    |
| 5     | LAC Quelle Fürth/München (Jens Mallow, Matthias Amm, Dominik Erhardt)                | 7:19,09    |
| 6     | SV Saar 05 Saarbrücken (Dirk Altmeyer, Marcus Schlecht, Marcus Brede)                | 7:22,11    |
| 7     | ASV Köln (Sören Maak, Oliver Kempis, Philipp Legath)                                 | 7:26,96    |
| 8     | TuS Köln rrh. 1874 (Reinhart Brüning, Rana Bhattacharjee, Lars Jucken)               | 7:27,73    |

Datum: 30. Juni
fand in Mönchengladbach im Rahmen der Deutschen Jugendmeisterschaften statt.

### 10.000-m-Bahngehen
| Platz | Athlet, Verein                            | Zeit (min) |
| ----- | ----------------------------------------- | ---------- |
| 1     | André Höhne (LG Nike Berlin)              | 40:55,82   |
| 2     | Jan Albrecht (Team Erfurt)                | 40:53,75   |
| 3     | Frank Werner (Team Erfurt)                | 42:54,97   |
| 4     | Andreas Franke (Team Erfurt)              | 45:35,07   |
| 5     | Steffen Borsch (LAC Quelle Fürth/München) | 48:07,27   |
| DSQ   | Maik Berger (LG Nike Berlin)              |            |
| DNF   | Ronald Papst (Team Erfurt)                |            |

Datum: 5. Juli

### 20-km-Gehen
| Platz | Athlet, Verein                            | Zeit (h) |
| ----- | ----------------------------------------- | -------- |
| 1     | Andreas Erm (TV Friesen Naumburg)         | 1:22:04  |
| 2     | Maik Berger (LG Nike Berlin)              | 1:27:01  |
| 3     | Denis Trautmann (LGV Gleina)              | 1:28:07  |
| 4     | Michael Lohse (LGV Gleina)                | 1:37:27  |
| 5     | Steffen Borsch (LAC Quelle Fürth/München) | 1:37:56  |
| 6     | Ronald Papst (Team Erfurt)                | 1:42:01  |
| 7     | Frank Putzer (LGV Gleina)                 | 1:43:47  |
| 8     | Matthias Wecke (LG Dithmarschen)          | 1:43:52  |

Datum: 2. Juni
fand in Eisenhüttenstadt statt

### 50-km-Gehen
| Platz | Athlet, Verein                          | Zeit (h) |
| ----- | --------------------------------------- | -------- |
| 1     | Andreas Erm (TV Friesen Naumburg)       | 3:45:28  |
| 2     | Denis Trautmann (LGV Gleina)            | 4:01:11  |
| 3     | Michael Lohse (LGV Gleina)              | 4:31:45  |
| 4     | Matthias Kieb (TSV Dresden)             | 4:34:35  |
| 5     | Frank Putzer (LGV Gleina)               | 4:50:23  |
| 6     | Andreas Franke (Team Erfurt)            | 4:51:58  |
| 7     | Denis Franke (LAC Quelle Fürth/München) | 4:57:10  |
| 8     | Ronald Papst (Team Erfurt)              | 5:02:55  |

Datum: 5. Mai
fand in Naumburg statt

### 50-km-Gehen, Mannschaftswertung
| Platz | Verein, Besetzung                                             | Zeit (h) |
| ----- | ------------------------------------------------------------- | -------- |
| 1     | LGV Gleina (Denis Trautmann, Michael Lohse, Frank Putzer)     | 13:23:19 |
| 2     | Team Erfurt (Andreas Franke, Ronald Papst, Karsten Staedtler) | 15:13:07 |

Datum: 5. Mai
fand in Naumburg statt
nur 2 Mannschaften in der Wertung

### Hochsprung
| Platz | Athlet, Verein                                 | Höhe (m) |
| ----- | ---------------------------------------------- | -------- |
| 1     | Martin Buß (TSV Bayer 04 Leverkusen)           | 2,25     |
| 2     | Roman Fricke (TSV Bayer 04 Leverkusen)         | 2,18     |
| 3     | Christian Rhoden (TSV Bayer 04 Leverkusen)     | 2,18     |
| 4     | Alois Schwarzmeier (1. FC Passau)              | 2,14     |
| 5     | Anton Riepl (LG Landkreis Kelheim)             | 2,10     |
| 6     | Sebastian Kneifel (CVJM SG Dillenburg)         | 2,10     |
| 7     | Rainer Schubert (LG Eintracht Frankfurt)       | 2,10     |
| 8     | Frank Volker Niklas (LAC Quelle Fürth/München) | 2,05     |

Datum: 7. Juli

### Stabhochsprung
| Platz | Athlet, Verein                                    | Höhe (m) |
| ----- | ------------------------------------------------- | -------- |
| 1     | Lars Börgeling (TSV Bayer 04 Leverkusen)          | 5,80     |
| 2     | Tim Lobinger (LG Eintracht Frankfurt)             | 5,70     |
| 3     | Danny Ecker (TSV Bayer 04 Leverkusen)             | 5,50     |
| 4     | Richard Spiegelburg (TSV Bayer 04 Leverkusen)     | 5,40     |
| 4     | Björn Otto (LAV Bayer Uerdingen/Dormagen)         | 5,40     |
| 6     | Hendrik Hübner (TSV Bayer 04 Leverkusen)          | 5,40     |
| 6     | Marvin Osei Tutu (LAZ Zweibrücken)                | 5,40     |
| 8     | Philipp Leugermann (LAV Bayer Uerdingen/Dormagen) | 5,25     |

Datum: 6. Juli

### Weitsprung
| Platz | Athlet, Verein                                             | Weite (m) |
| ----- | ---------------------------------------------------------- | --------- |
| 1     | Schahriar Bigdeli (TSV Bayer 04 Leverkusen)                | 7,84      |
| 2     | Andreas Pohle (Team Erfurt)                                | 7,79      |
| 3     | Oliver Koenig (LAZ Leipzig)                                | 7,75      |
| 4     | Nils Winter (MobilCom Zehnkampf Welle)                     | 7,68      |
| 5     | Konstantin Krause (LG Ohra Hörsel)                         | 7,68      |
| 6     | Matthias Eiffert (LAZ Salamander Kornwestheim-Ludwigsburg) | 7,45      |
| 7     | Marco Kummle (LG Offenburg)                                | 7,45      |
| 8     | Philip Ibe (TSV Bayer 04 Leverkusen)                       | 7,23      |

Datum: 6. Juli

### Dreisprung
| Platz | Athlet, Verein                                             | Weite (m) |
| ----- | ---------------------------------------------------------- | --------- |
| 1     | Charles Friedek (TSV Bayer 04 Leverkusen)                  | 16,70     |
| 2     | Andreas Pohle (Team Erfurt)                                | 16,30     |
| 3     | Thomas Moede (Berliner LG Ost)                             | 16,23     |
| 4     | Karsten Richter (TSV Bayer 04 Leverkusen)                  | 16,04     |
| 5     | Tobias Pöss (USC Mainz)                                    | 16,02     |
| 6     | Hrvoje Verzi (LAC Quelle Fürth/München)                    | 15,58     |
| 7     | Rudolf Helpling (Jugend 07 Bergheim)                       | 15,54     |
| 8     | Matthias Eiffert (LAZ Salamander Kornwestheim-Ludwigsburg) | 15,36     |

Datum: 7. Juli

### Kugelstoßen
| Platz | Athlet, Verein                                             | Weite (m) |
| ----- | ---------------------------------------------------------- | --------- |
| 1     | Ralf Bartels (SC Neubrandenburg)                           | 20,29     |
| 2     | Andy Dittmar (LG Ohra Hörsel)                              | 19,47     |
| 3     | René Sack (LAZ Leipzig)                                    | 18,91     |
| 4     | Michael Mertens (LG TK Hannover 96)                        | 18,84     |
| 5     | Detlef Bock (SCC Berlin)                                   | 18,58     |
| 6     | Sven-Eric Hahn (MTV Stuttgart)                             | 17,68     |
| 7     | Andreas Deuschle (LAZ Salamander Kornwestheim-Ludwigsburg) | 17,64     |
| 8     | Philipp Schreiber (LC Rehlingen)                           | 17,53     |

Datum: 6. Juli

### Diskuswurf
| Platz | Athlet, Verein                                           | Weite (m) |
| ----- | -------------------------------------------------------- | --------- |
| 1     | Michael Möllenbeck (TV Wattenscheid 01)                  | 65,68     |
| 2     | Tolga Köseoglu (LAZ Salamander Kornwestheim-Ludwigsburg) | 62,03     |
| 3     | Torsten Schmidt (1. LAV Rostock)                         | 60,69     |
| 4     | Michael Lischka (LG Eintracht Frankfurt)                 | 60,02     |
| 5     | Patrick Stang (Unterländer LG)                           | 58,86     |
| 6     | Olaf Többen (LAV Bayer Uerdingen/Dormagen)               | 56,34     |
| 7     | Ralf Mordhorst (LG Wedel-Pinneberg)                      | 55,93     |
| 8     | Jörg Schulte (Wiesbadener LV)                            | 55,54     |

Datum: 7. Juli

### Hammerwurf
| Platz | Athlet, Verein                                  | Weite (m) |
| ----- | ----------------------------------------------- | --------- |
| 1     | Karsten Kobs (TSV Bayer 04 Leverkusen)          | 76,05     |
| 2     | Markus Esser (TSV Bayer 04 Leverkusen)          | 75,36     |
| 3     | Holger Klose (LG Eintracht Frankfurt)           | 74,68     |
| 4     | Stefan Paukner (VfL Wolfsburg)                  | 70,19     |
| 5     | Benjamin Boruschewski (TSV Bayer 04 Leverkusen) | 70,02     |
| 6     | Steve Harnapp (Dresdner SC)                     | 69,95     |
| 7     | Peter Kubera (LSG Saarbrücken)                  | 68,00     |
| 8     | Ralf Jossa (SV Herzberg)                        | 67,31     |

Datum: 7. Juli

### Speerwurf
| Platz | Athlet, Verein                                           | Weite (m) |
| ----- | -------------------------------------------------------- | --------- |
| 1     | Raymond Hecht (SC Magdeburg)                             | 87,23     |
| 2     | Boris Henry (SV Saar 05 Saarbrücken)                     | 85,43     |
| 3     | Björn Lange (SC Magdeburg)                               | 82,32     |
| 4     | Christian Nicolay (TV Wattenscheid 01)                   | 81,90     |
| 5     | Mark Frank (1. LAV Rostock)                              | 81,53     |
| 6     | Peter Esenwein (LAZ Salamander Kornwestheim-Ludwigsburg) | 81,49     |
| 7     | Stefan Wenk (LAV Tübingen)                               | 79,37     |
| 8     | Manuel Nau (VfV Spandau)                                 | 78,65     |

Datum: 6. Juli

### Zehnkampf
| Platz | Athlet, Verein                                  | Leistung (Pkte) |
| ----- | ----------------------------------------------- | --------------- |
| 1     | Florian Schönbeck (LG Domspitzmilch Regensburg) | 7794            |
| 2     | André Niklaus (LG Nike Berlin)                  | 7755            |
| 3     | Philip Ibe (TSV Bayer 04 Leverkusen)            | 7722            |
| 4     | Jörg Goedicke (Berliner SC)                     | 7533            |
| 5     | Stefan Drews (Mobilcom Zehnkampf Welle)         | 7461            |
| 6     | Mark Schumacher (LT DSHS Köln)                  | 7435            |
| 7     | Nils Winter (Mobilcom Zehnkampf Welle)          | 7346            |
| 8     | Patrick Pfingsten (TV Norden)                   | 7264            |

Datum: 31. August / 1. September
fand in Berlin statt

### Zehnkampf, Mannschaftswertung
| Platz | Verein, Besetzung                                                                | Leistung (Pkte) |
| ----- | -------------------------------------------------------------------------------- | --------------- |
| 1     | LG Domspitzmilch Regensburg (Florian Schönbeck, Peter Hargasser, Andreas Udvari) | 21.818          |
| 2     | LT DSHS Köln I (Mark Schumacher, Matthias Spahn, Willy-S. Metzger)               | 21.463          |
| 3     | LG Eintracht Frankfurt (Maxim Kruschinski, Rainer Schubert, Georg Kruschinski)   | 21.161          |
| 4     | Ettlinger SV (Christian Baur, Ulf Jürgensen, Philipp Grimm)                      | 21.108          |
| 5     | LT DSHS Köln II (Christoph Maier, Florian Heiler, Holger Loogen)                 | 19.586          |

Datum: 31. August / 1. September
fand in Berlin statt

### CrosslaufMittelstrecke –3,9 km
| Platz | Athlet, Verein                             | Zeit (min) |
| ----- | ------------------------------------------ | ---------- |
| 1     | Jens Borrmann (SC DHfK Leipzig)            | 12:49      |
| 2     | Jan Fitschen (TV Wattenscheid 01)          | 12:55      |
| 3     | Dominik Burkhardt (LG Eintracht Frankfurt) | 12:57      |
| 4     | Thorsten Gombert (DJK Kleinenbroich)       | 13:00      |
| 5     | Habib Boukechab (LAC Quelle Fürth/München) | 13:04      |
| 6     | Philipp Legath (ASV Köln)                  | 13:06      |
| 7     | Mathias Weippert (1. LAV Rostock)          | 13:07      |
| 8     | Michael Gottschalk (SCC Berlin)            | 13:10      |

Datum: 9. März
fand in Regensburg statt

### CrosslaufMittelstrecke –3,9 km, Mannschaftswertung
| Platz | Verein, Besetzung                                                                | Platzziffer |
| ----- | -------------------------------------------------------------------------------- | ----------- |
| 1     | LG Eintracht Frankfurt (Dominik Burkhardt, Frank Bruder, Florian Hild)           | 026         |
| 2     | 1. LAV Rostock (Mathias Weippert, Ulf Wendler, Marcus Kunze)                     | 054         |
| 3     | LG Badenova Nordschwarzwald (Thorsten Banzhaf, Kim Bauermeister, Christian Lenk) | 065         |
| 4     | LC Rothaus Breisgau (Hartwig Potthin, Michael Fuss, David Kiefer)                | 082         |
| 5     | LG Domspitzmilch Regensburg (Thomas Schmid, Dennis Pyka, Rudolf Salzberger)      | 084         |
| 6     | TSV Friedberg-Fauerbach (Philipp Büttner, Carsten Freymann, Matthias Strassner)  | 103         |
| 7     | VfL Sindelfingen (Hannes Weber, Michael Wullings, Karlo Petri)                   | 108         |
| 8     | DJK Friedberg (Stefan Stahl, Alexander Wex, Uwe Wirth)                           | 123         |

Datum: 9. März
fand in Regensburg statt

### CrosslaufLangstrecke –10,0 km
| Platz | Athlet, Verein                                              | Zeit (min) |
| ----- | ----------------------------------------------------------- | ---------- |
| 1     | Dieter Baumann (LAV Tübingen)                               | 32:32      |
| 2     | Damian Kallabis (VfB Stuttgart)                             | 33:07      |
| 3     | Oliver Mintzlaff (LG Bonn/Troisdorf/Niederkassel)           | 33:11      |
| 4     | Alexander Lubina (TV Wattenscheid 01)                       | 33:21      |
| 5     | Christoph Melcher (LAZ Salamander Kornwestheim-Ludwigsburg) | 33:32      |
| 6     | Robert Langfeld (LG Braunschweig)                           | 33:35      |
| 7     | Martin Block (LAV Bayer Uerdingen/Dormagen)                 | 33:45      |
| 8     | Georg Diettrich (LG Braunschweig)                           | 33:54      |

Datum: 9. März
fand in Regensburg statt

### CrosslaufLangstrecke –10,0 km, Mannschaftswertung
| Platz | Verein, Besetzung                                                         | Platzziffer |
| ----- | ------------------------------------------------------------------------- | ----------- |
| 1     | TV Wattenscheid 01 (Alexander Lubina, Carsten Schütz, Jan Fitschen)       | 023         |
| 2     | LG Braunschweig (Robert Langfeld, Georg Diettrich, Jörn Wagner)           | 026         |
| 3     | SCC Berlin (Michael Gottschalk, Michael Loth, Ingo Ortel)                 | 076         |
| 4     | LG Wedel-Pinneberg (Eicke Manuel Rodriguez, Uwe Schimkus, Jens Gauger)    | 078         |
| 5     | USC Freiburg (Max Frei, Markus Jenne, Markus Bohmann)                     | 081         |
| 6     | LC Rothaus Breisgau (Bernhard Westermeier, Thomas Stegerer, Gerold Zipse) | 103         |
| 7     | LAV Tübingen (Dieter Baumann, Jens-Olaf Delfs, Daniel Kittel)             | 105         |
| 8     | Spiridon Frankfurt (Nick Ehrhart, Till Küster, Adrian Wodniok)            | 118         |

Datum: 9. März
fand in Regensburg statt

### Berglauf–10,16 km
| Platz | Athlet, Verein                             | Zeit (min) |
| ----- | ------------------------------------------ | ---------- |
| 1     | Thomas Greger (TV Hatzenbühl)              | 41:02      |
| 2     | Dirk Debertin (SG Walldorf Astoria 1902)   | 42:32      |
| 3     | Eckhard Wagner (SpVgg Mössingen)           | 42:39      |
| 4     | Helmut Strobl (SVO LA Germaringen)         | 42:44      |
| 5     | Christoph Fuhrbach (TV Hatzenbühl)         | 42:48      |
| 6     | Christian Englert (TV Hatzenbühl)          | 42:52      |
| 7     | Markus Jenne (USC Freiburg)                | 42:57      |
| 8     | Thomas Braukmann (LG Kindelsberg Kreuztal) | 43:14      |

Datum: 9. Juni
fand in Zell am Harmersbach statt

### Berglauf–10,16 km, Mannschaftswertung
| Platz | Verein, Besetzung                                                           | Zeit (min) |
| ----- | --------------------------------------------------------------------------- | ---------- |
| 1     | TV Hatzenbühl (Thomas Greger, Christoph Fuhrbach, Christian Englert)        | 2:06:42    |
| 2     | SpVgg Mössingen (Eckhard Wagner, Frank Türk, Werner Steinhilber)            | 2:12:22    |
| 3     | USC Freiburg I (Markus Jenne, Markus Bohmann, Max Frei)                     | 2:12:36    |
| 4     | LG Kindelsberg Kreuztal (Thomas Braukmann, Jens Siebel, Michael Sichermann) | 2:14:35    |
| 5     | LG Baunatal/ACT Kassel (Heiko Baier, Christian Jakob, Markus Kessler)       | 2:15:30    |
| 6     | SG Walldorf Astoria 1902 (Dirk Debertin, Falk Adam, Alexander Oberhof)      | 2:15:42    |
| 7     | Chemnitzer LV Megware (Lutz Josefcek, André Singer, Kai-Uwe Kolbe)          | 2:17:01    |
| 8     | USC Freiburg II (Ludwig Roth, Joachim Stepan, Dirk Schindler)               | 2:20:22    |

Datum: 9. Juni
fand in Zell am Harmersbach statt

## Meisterschaftsresultate Frauen

### 100 m
| Platz | Athletin, Verein                     | Zeit (s) |
| ----- | ------------------------------------ | -------- |
| 1     | Sina Schielke (LG Olympia Dortmund)  | 11,28    |
| 2     | Gabi Rockmeier (LG Olympia Dortmund) | 11,33    |
| 3     | Melanie Paschke (TV Wattenscheid 01) | 11,35    |
| 4     | Marion Wagner (USC Mainz)            | 11,53    |
| 5     | Esther Möller (TV Wattenscheid 01)   | 11,64    |
| 6     | Sandra Möller (LG Olympia Dortmund)  | 11,65    |
| 7     | Kathleen Tschirch (Dresdner SC)      | 11,84    |
| 8     | Katja Wakan (SV Halle)               | 11,84    |

Datum: 6. Juli
Wind: −0,4 m/s

### 200 m
| Platz | Athletin, Verein                       | Zeit (s) |
| ----- | -------------------------------------- | -------- |
| 1     | Gabi Rockmeier (LG Olympia Dortmund)   | 23,43    |
| 2     | Birgit Rockmeier (LG Olympia Dortmund) | 23,55    |
| 3     | Nicole Marahrens (LG Weserbergland)    | 23,64    |
| 4     | Sandra Möller (LG Olympia Dortmund)    | 24,04    |
| 5     | Kathleen Tschirch (Dresdner SC)        | 24,28    |
| 6     | Katchi Habel (LG Olympia Dortmund)     | 24,48    |
| 7     | Sabine Siepelt (LT DSHS Köln)          | 24,69    |
| 8     | Andrea O’Brien (TuS 1862 Kirn)         | 24,93    |

Datum: 7. Juli
Wind: −1,4 m/s

### 400 m
| Platz | Athletin, Verein                       | Zeit (s) |
| ----- | -------------------------------------- | -------- |
| 1     | Birgit Rockmeier (LG Olympia Dortmund) | 52,03    |
| 2     | Anke Feller (TSV Bayer 04 Leverkusen)  | 52,64    |
| 3     | Nancy Kette (Team Erfurt)              | 52,68    |
| 4     | Florence Ekpo-Umoh (USC Mainz)         | 52,70    |
| 5     | Claudia Hoffmann (SC Potsdam)          | 53,51    |
| 6     | Nicole Marahrens (LG Weserbergland)    | 54,16    |
| 7     | Eileen Müller (SC Magdeburg)           | 54,80    |
| 8     | Jana Hartmann (Team Erfurt)            | 55,08    |

Datum: 6. Juli

### 800 m
| Platz | Athletin, Verein                         | Zeit (min) |
| ----- | ---------------------------------------- | ---------- |
| 1     | Claudia Gesell (TSV Bayer 04 Leverkusen) | 2:00,97    |
| 2     | Ivonne Teichmann (SC Magdeburg)          | 2:01,36    |
| 3     | Anja Knippel (Team Erfurt)               | 2:02,13    |
| 4     | Simone Beutelspacher (VfL Sindelfingen)  | 2:03,97    |
| 5     | Monika Gradzki (TV Wattenscheid 01)      | 2:04,27    |
| 6     | Claudia Schultz (LG Wedel-Pinneberg)     | 2:05,17    |
| 7     | Jeannette Hoffmann (Team Erfurt)         | 2:07,43    |
| 8     | Sarah Kuhlmann (LG Osnabrück)            | 2:08,23    |

Datum: 6. Juli

### 1500 m
| Platz | Athletin, Verein                                      | Zeit (min) |
| ----- | ----------------------------------------------------- | ---------- |
| 1     | Kathleen Friedrich (LAC Erdgas Chemnitz)              | 4:10,99    |
| 2     | Kristina da Fonseca-Wollheim (LG Eintracht Frankfurt) | 4:13,23    |
| 3     | Sylvia Thier (Hallesche Leichtathletik-Freunde)       | 4:22,83    |
| 4     | Ulrike Maisch (1. LAV Rostock)                        | 4:22,96    |
| 5     | Sigrid Bühler (TSV Bayer 04 Leverkusen)               | 4:24,35    |
| 6     | Kathrin Sonntag (LG Staufen)                          | 4:24,89    |
| 7     | Angela Hänsel (LG Nike Berlin)                        | 4:25,15    |
| 8     | Annette Beck (LSG Aalen)                              | 4:25,59    |

Datum: 7. Juli

### 5000 m
| Platz | Athletin, Verein                                | Zeit (min) |
| ----- | ----------------------------------------------- | ---------- |
| 1     | Sabrina Mockenhaupt (LG Sieg)                   | 15:46,92   |
| 2     | Susanne Ritter (LG Bonn/Troisdorf/Niederkassel) | 16:15,75   |
| 3     | Birte Bultmann (LG Braunschweig)                | 16:18,84   |
| 4     | Ulrike Maisch (1. LAV Rostock)                  | 16:24,21   |
| 5     | Victoria Willcox-Heidner (LG Braunschweig)      | 16:36,76   |
| 6     | Carmen Siewert (LG Vorpommern)                  | 16:38,86   |
| 7     | Stephanie Maier (LG Leinfelden-Echterdingen)    | 16:47,05   |
| 8     | Monika Schuri (Laufgemeinschaft Wehringen)      | 16:47,94   |

Datum: 6. Juli

### 10.000 m
| Platz | Athletin, Verein                                | Zeit (min) |
| ----- | ----------------------------------------------- | ---------- |
| 1     | Melanie Schulz (SV Creaton Großengottern)       | 32:40,09   |
| 2     | Birte Bultmann (LG Braunschweig)                | 33:57,60   |
| 3     | Susanne Ritter (LG Bonn/Troisdorf/Niederkassel) | 34:12,69   |
| 4     | Stephanie Maier (LG Leinfelden-Echterdingen)    | 34:35,10   |
| 5     | Ulrike Maisch (1. LAV Rostock)                  | 34:39,63   |
| 6     | Carmen Siewert (LG Vorpommern)                  | 34:43,39   |
| 7     | Katrin Knoke (TV Wattenscheid 01)               | 34:48,85   |
| 8     | Nicole Güldemeister (SC Potsdam)                | 34:57,68   |

Datum: 11. Mai
fand in Dessau statt

### 10-km-Straßenlauf
| Platz | Athletin, Verein                                | Zeit (min) |
| ----- | ----------------------------------------------- | ---------- |
| 1     | Luminita Zaituc (LG Braunschweig)               | 33:05      |
| 2     | Claudia Dreher (TV Friesen Naumburg)            | 33:35      |
| 3     | Iris Biba-Pöschl (ASC Darmstadt)                | 33:41      |
| 4     | Susanne Ritter (LG Bonn/Troisdorf/Niederkassel) | 34:20      |
| 5     | Birte Bultmann (LG Braunschweig)                | 35:20      |
| 6     | Kerstin Preßler (OSC Berlin)                    | 35:26      |
| 7     | Sylvia Renz (OSC Berlin)                        | 35:38      |
| 8     | Carmen Siewert (LG Vorpommern)                  | 35:49      |

Datum: 7. September
fand in Salzgitter statt

### 10-km-Straßenlauf, Mannschaftswertung
| Platz | Verein, Besetzung                                                              | Zeit (h) |
| ----- | ------------------------------------------------------------------------------ | -------- |
| 1     | OSC Berlin (Kerstin Preßler, Sylvia Renz, Annette Wolfrom)                     | 1:48:00  |
| 2     | LG Braunschweig (Luminita Zaituc, Birte Bultmann, Annette Lindner)             | 1:49:45  |
| 3     | LG Domspitzmilch Regensburg I (Fakja Hofmann, Monika Hirt, Katharina Kaufmann) | 1:51:09  |
| 4     | TG Viktoria Augsburg (Kathrin Luxenhofer, Petra Stöckmann, Susanne Wildner)    | 1:52:59  |
| 5     | SC DHfK Leipzig (Tanja Semjonowa, Ksenia Yermakowa, Angelika Dreock)           | 1:57:50  |
| 6     | TV Waldstraße Wiesbaden (Carmen Heese, Vera Martens, Claudia Plötner)          | 1:58:05  |
| 7     | LG Domspitzmilch Regensburg II                                                 | 1:58:15  |
| 8     | Post-Sport Telekom Trier                                                       | 2:01:46  |

Datum: 7. September
fand in Salzgitter statt

### Halbmarathon
| Platz | Athletin, Verein                                       | Zeit (h) |
| ----- | ------------------------------------------------------ | -------- |
| 1     | Ulrike Maisch (1. LAV Rostock)                         | 1:15:44  |
| 2     | Romy Spitzmüller (LAZ Leipzig)                         | 1:16:16  |
| 3     | Dr. Ellen Schöner (LG Domspitzmilch Regensburg)        | 1:16:26  |
| 4     | Stephanie Maier (LG Leinfelden-Echterdingen)           | 1:16:29  |
| 5     | Christine Döllinger (LAC Quelle Fürth/München)         | 1:16:34  |
| 6     | Katrin Knoke (TV Wattenscheid 01)                      | 1:16:37  |
| 7     | Petra Maak, geb. Sander (LAV Bayer Uerdingen/Dormagen) | 1:16:38  |
| 8     | Michaela Schedler (LTF Marpingen)                      | 1:16:46  |

Datum: 23. März
fand in Schotten statt

### Halbmarathon, Mannschaftswertung
| Platz | Verein, Besetzung                                                                 | Zeit (h) |
| ----- | --------------------------------------------------------------------------------- | -------- |
| 1     | LG Domspitzmilch Regensburg I (Dr. Ellen Schöner, Fakja Hofmann, Gaby Pfandorfer) | 3:58:01  |
| 2     | ASC Darmstadt (Nicole Leder, Alexandra Petri, Ursula Wolf)                        | 4:04:58  |
| 3     | LG Domspitzmilch Regensburg II (Eva Karg, Monika Hirt, Gabi Reindl)               | 4:08:10  |
| 4     | TV Waldstraße Wiesbaden (Carmen Heese, Vera Martens, Sandra Janisch)              | 4:12:30  |
| 5     | TuS Griesheim (Natascha Schmidt, Claudia Hille, Ellen Leistner)                   | 4:27:09  |
| 6     | LG Domspitzmilch Regensburg III (Andrea Stengel, Bettina Strobl, Katharina Karl)  | 4:27:09  |
| 7     | LG Rhein-Wied (Petra Muscheid, Peggy Knopp, Ulrike Wagler-Salz)                   | 4:31:05  |
| 8     | TV Haibach (Sabine Hock, Monika Hofmann, Marion Guderley)                         | 4:33:27  |

Datum: 23. März
fand in Schotten statt

### Marathon
| Platz | Athletin, Verein                                | Zeit (h) |
| ----- | ----------------------------------------------- | -------- |
| 1     | Kathrin Weßel, geb. Ullrich (SCC Berlin)        | 2:36:36  |
| 2     | Christine Döllinger (LAC Quelle Fürth/München)  | 2:39:37  |
| 3     | Sylvia Renz (OSC Berlin)                        | 2:41:45  |
| 4     | Carmen Siewert (LG Vorpommern)                  | 2:44:04  |
| 5     | Monika Hirt (LG Domspitzmilch Regensburg)       | 2:47:38  |
| 6     | Julie Keck-Brengel (LG DJK Erbach)              | 2:48:49  |
| 7     | Dr. Ellen Schöner (LG Domspitzmilch Regensburg) | 2:49:43  |
| 8     | Michaela Schedler (LTF Marpingen)               | 2:51:18  |

Datum: 29. September
fand im Rahmen des Berlin-Marathons statt

### Marathon, Mannschaftswertung
| Platz | Verein, Besetzung                                                               | Zeit (h) |
| ----- | ------------------------------------------------------------------------------- | -------- |
| 1     | OSC Berlin (Sylvia Renz, Kerstin Preßler, Annette Wolfrom)                      | 8:31:40  |
| 2     | LG Domspitzmilch Regensburg I (Monika Hirt, Dr. Ellen Schöner, Gaby Pfandorfer) | 8:32:33  |
| 3     | SCC Berlin (Kathrin Weßel, geb. Ullrich, Bianca Meyer, Rosemarie Kössler)       | 8:43:44  |
| 4     | LG Domspitzmilch Regensburg II (Natascha Leptihn, Andrea Scharrer, Eva Karg)    | 9:01:16  |
| 5     | OSC Damme (Elke Bussmann, Silvia Rolfes, Christina Kramer)                      | 9:20:47  |
| 6     | TG Konz (Irene Michels, Silvia Büdinger, Elfriede Massing)                      | 9:40:41  |
| 7     | ESV Lok Potsdam (Ute Wollenberg, Karin Kreemke, Karin Hille)                    | 9:51:15  |
| 8     | Post SV Berlin (Imke Klocke, Daniela Klerings, Ruth Suhr)                       | 9:52:27  |

Datum: 29. September
fand im Rahmen des Berlin-Marathons statt

### 100-km-Straßenlauf
| Platz | Athletin, Verein                        | Zeit (h) |
| ----- | --------------------------------------- | -------- |
| 1     | Ricarda Botzon (LG Lüneburg)            | 8:07:46  |
| 2     | Anke Drescher (SSC Hanau-Rodenbach)     | 8:16:31  |
| 3     | Elena Kobrina (DJK Frankenberg Aachen)  | 8:43:56  |
| 4     | Ilona Schlegel (Melpomene Bonn)         | 8:53:59  |
| 5     | Heike Schürbusch (LG Sieg)              | 8:55:27  |
| 6     | Manuela Köhne (LG Osnabrück)            | 9:00:09  |
| 7     | Svetlana Waack (DJK Frankenberg Aachen) | 9:07:41  |
| 8     | Andrea Feller (LTF Marpingen)           | 9:15:47  |

Datum: am 31. August
fand in Rheine statt

### 100-km-Straßenlauf, Mannschaftswertung
| Platz | Verein, Besetzung                                                    | Zeit (h) |
| ----- | -------------------------------------------------------------------- | -------- |
| 1     | LG Lüneburg (Ricarda Botzon, Dr. Suliko Berndt, Marion van Schwamen) | 30:06:20 |

Datum: am 31. August
fand in Rheine statt
nur 1 Mannschaft in der Wertung

### 100 m Hürden
| Platz | Athletin, Verein                           | Zeit (s) |
| ----- | ------------------------------------------ | -------- |
| 1     | Kirsten Bolm (LT DSHS Köln)                | 13,03    |
| 2     | Tina Klein (MTG Mannheim)                  | 13,33    |
| 3     | Juliane Sprenger (LG Kindelsberg Kreuztal) | 13,43    |
| 4     | Mona Steigauf (USC Mainz)                  | 13,44    |
| 5     | Sabine Braun (TV Wattenscheid 01)          | 13,73    |
| 6     | Katrin Van Bühren (KSV Kevelaer)           | 13,75    |
| 7     | Corina Rehwagen (Team Erfurt)              | 13,76    |
| 8     | Judith Ritz (SC Magdeburg)                 | 13,93    |

Datum: 7. Juli
Wind: −0,6 m/s

### 400 m Hürden
| Platz | Athletin, Verein                            | Zeit        |
| ----- | ------------------------------------------- | ----------- |
| 1     | Heike Meißner (LAC Erdgas Chemnitz)         | 0055,74 s00 |
| 2     | Ulrike Urbansky (TSV Bayer 04 Leverkusen)   | 0056,74 s00 |
| 3     | Stephanie Kampf (VfL Sindelfingen)          | 0057,02 s00 |
| 4     | Anja Neupert (LG Nike Berlin)               | 0057,32 s00 |
| 5     | Tina Kron (SV Saar 05 Saarbrücken)          | 0057,53 s00 |
| 6     | Maren Schott (TSV Bayer 04 Leverkusen)      | 0059,18 s00 |
| 7     | Anja Höcke (VfL Kamen)                      | 1:00,32 min |
| DNF   | Ayodeleh Buraimoh (LG Kindelsberg Kreuztal) |             |

Datum: 6. Juli

### 3000 m Hindernis
| Platz | Athletin, Verein                                | Zeit (min)  |
| ----- | ----------------------------------------------- | ----------- |
| 1     | Melanie Schulz (SV Creaton Großengottern)       | 09:38,31 DR |
| 2     | Katrin Engelen (LG Badenova Nordschwarzwald)    | 10:21,45000 |
| 3     | Sylvia Thier (Hallesche Leichtathletik-Freunde) | 10:30,94000 |
| 4     | Susanne Strunz (TV Wattenscheid 01)             | 10:32,87000 |
| 5     | Annette Weiss (Siegburger TV)                   | 10:41,42000 |
| 6     | Antonia Unger (LG Siebengebirge)                | 10:48,56000 |
| 7     | Agnes Wahler (LG Karlstadt)                     | 11:05,63000 |
| 8     | Sabine Wolf (LC Cottburs)                       | 11:08,33000 |

Datum: 6. Juli
Der 3000-m-Hindernislauf stand bei den Frauen erstmals auf dem Meisterschaftsprogramm.
Melanie Schulz stellte mit ihrer Siegerzeit von 9:38,31 min einen neuen deutschen Rekord auf.

### 4 × 100 m Staffel
| Platz | Verein, Besetzung                                                                            | Zeit (s) |
| ----- | -------------------------------------------------------------------------------------------- | -------- |
| 1     | LG Olympia Dortmund (Sandra Möller, Gabi Rockmeier, Sina Schielke, Katchi Habel)             | 44,06    |
| 2     | USC Mainz (Silke Wolf, Kathrin Werkmann, Mona Steigauf, Marion Wagner)                       | 45,64    |
| 3     | TSV Bayer 04 Leverkusen (Christa Kaufmann, Silke Lichtenhagen, Jessica Pixberg, Anke Feller) | 45,98    |
| 4     | LT DSHS Köln (Sabine Siepelt, Hariet Waffenschmidt, Nadine Wilms, Kirsten Bolm)              | 46,16    |
| 5     | LAC Quelle Fürth/München (Anja Wurm, Isabel Maderer, Carmen Maderer, Christiane Reuter)      | 46,20    |
| 6     | LG Staufen (Tatjana Koob, Alice Reuss, Heike Csader, Sandra Vogt)                            | 46,20    |
| 7     | VfL Kamen (Kirsten Greiff, Kristin Bräutigam, Birgit Frey, Anja Höcke)                       | 47,36    |
| 8     | USC Bochum (Maike Goldkuhle, Caroline Elmers, Kristina Stein, Jennifer Martin)               | 47,84    |

Datum: 6. Juli

### 4 × 400 m Staffel
| Platz | Verein, Besetzung                                                                        | Zeit (min) |
| ----- | ---------------------------------------------------------------------------------------- | ---------- |
| 1     | SC Magdeburg (Eileen Müller, Ivonne Teichmann, Korinna Fink, Grit Breuer)                | 3:32,11    |
| 2     | Team Erfurt (Jana Hartmann, Anja Knippel, Doreen Harstick, Nancy Kette)                  | 3:33,88    |
| 3     | TSV Bayer 04 Leverkusen (Maren Schott, Claudia Gesell, Ulrike Urbansky, Anke Feller)     | 3:33,89    |
| 4     | LT DSHS Köln (Hariet Waffenschmidt, Nadine Haase, Barbara Gähling, Nadine Wilms)         | 3:43,78    |
| 5     | VfL Sindelfingen (Katharina Frenzel, Simone Beutelspacher, Birgit Lenz, Stephanie Kampf) | 3:44,37    |
| 6     | USC Mainz (Vanessa Renner, Kathrin Werkmann, Silke Wolf, Florence Ekpo-Umoh)             | 3:47,64    |
| 7     | LC Rothaus Breisgau (Susanne Fendrich, Isabelle Angehm, Katja Schütz, Birgit Linemann)   | 3:49,17    |
| 8     | LG Eintracht Frankfurt (Pia Weitzel, Anne Vitzthum, Martina Rexrodt, Yvonne Gomell)      | 3:53,77    |

Datum: 7. Juli

### 3 × 800 m Staffel
| Platz | Verein, Besetzung                                                     | Zeit (min) |
| ----- | --------------------------------------------------------------------- | ---------- |
| 1     | Team Erfurt (Julia Wollstadt, Jeanette Hoffmann, Anja Knippel)        | 6:22,72    |
| 2     | TSV Bayer 04 Leverkusen (Dagmar de Haan, Sigrid Bühler, Maren Schott) | 6:32,34    |
| 3     | LG Staufen (Sonja Lang, Daniela Wisst, Sabrina Scheffold)             | 6:37,27    |

Datum: 30. Juni
fand in Mönchengladbach im Rahmen der Deutschen Jugendmeisterschaften statt.

### 5000-m-Bahngehen
| Platz | Athletin, Verein                               | Zeit (min) |
| ----- | ---------------------------------------------- | ---------- |
| 1     | Melanie Seeger (SC Potsdam)                    | 21:28,58   |
| 2     | Kathrin Boyde, geb. Born (LC Rothaus Breisgau) | 22:26,91   |
| 3     | Nicole Best (TV Groß-Gerau)                    | 23:30,65   |
| 4     | Stephanie Panzig (Berliner LG Ost)             | 23:47,07   |
| 5     | Franziska Poppe (Team Erfurt)                  | 24:04,80   |
| 6     | Christine Sarembe-Stegmaier (LSG Aalen)        | 24:17,30   |
| 7     | Kathrin Schulze (MTV 1861 Treuenbrietzen)      | 25:19,05   |
| 8     | Corinna Hensel (SV Halle)                      | 26:00,07   |

Datum: 6. Juli

### 20-km-Gehen
| Platz | Athletin, Verein                        | Zeit (h) |
| ----- | --------------------------------------- | -------- |
| 1     | Melanie Seeger (SC Potsdam)             | 1:31:20  |
| 2     | Andrea Meloni (Diezer TSK Oranien)      | 1:34:37  |
| 3     | Nicole Best (TV Groß-Gerau)             | 1:37:16  |
| 4     | Stephanie Panzig (Berliner LG Ost)      | 1:43:55  |
| 5     | Christine Sarembe-Stegmaier (LSG Aalen) | 1:45:14  |
| 6     | Corinna Hensel (SV Halle)               | 1:50,18  |
| 7     | Ulrike Sander (SC Baden-Baden)          | 1:52:10  |
| 8     | Andrea Maier (SV Breitenbrunn)          | 2:01:59  |

Datum: 5. Mai
fand in Naumburg statt

### Hochsprung
| Platz | Athletin, Verein                            | Höhe (m) |
| ----- | ------------------------------------------- | -------- |
| 1     | Elena Herzenberg (ABC Ludwigshafen)         | 1,91     |
| 2     | Kathryn Holinski (LG Olympia Dortmund)      | 1,89     |
| 3     | Birgit Kähler (TSV Bayer 04 Leverkusen)     | 1,89     |
| 4     | Daniela Rath (TSV Bayer 04 Leverkusen)      | 1,84     |
| 5     | Katja Schötz (LC Cottbus)                   | 1,80     |
| 6     | Melanie Skotnick (LAC Quelle Fürth/München) | 1,80     |
| 7     | Miriam Malik (SG TSV Kronshagen/Kieler TB)  | 1,75     |
| 8     | Jennifer Oeser (TSV Bayer 04 Leverkusen)    | 1,75     |

Datum: 6. Juli

### Stabhochsprung
| Platz | Athletin, Verein                                | Höhe (m) |
| ----- | ----------------------------------------------- | -------- |
| 1     | Annika Becker (LG Alheimer Rotenburg-Bebra)     | 4,77 ER  |
| 2     | Yvonne Buschbaum (VfB Stuttgart)                | 4,50000  |
| 3     | Carolin Hingst (USC Mainz)                      | 4,50000  |
| 4     | Anastasija Ryzih (LAZ Zweibrücken)              | 4,40000  |
| 5     | Floé Kühnert (TSV Bayer 04 Leverkusen)          | 4,40000  |
| 6     | Sabine Schulte (LG Bonn/Troisdorf/Niederkassel) | 4,30000  |
| 7     | Christine Adams (TSV Bayer 04 Leverkusen)       | 4,25000  |
| 8     | Martina Strutz (SC Schwerin)                    | 4,20000  |

Datum: 7. Juli
Annika Becker stellte mit ihren 4,77 m einen neuen Europarekord auf.

### Weitsprung
| Platz | Athletin, Verein                                   | Weite (m) |
| ----- | -------------------------------------------------- | --------- |
| 1     | Heike Drechsler, geb. Daute (Karlsruher SC)        | 6,64      |
| 2     | Sabine Braun (TV Wattenscheid 01)                  | 6,51      |
| 3     | Sofia Schulte (TV Wattenscheid 01)                 | 6,50      |
| 4     | Bianca Kappler (Halstenbeker TS)                   | 6,45      |
| 5     | Susen Tiedtke (LAC Erdgas Chemnitz)                | 6,38      |
| 6     | Mona Steigauf (USC Mainz)                          | 6,31      |
| 7     | Katja Keller (LAC Erdgas Chemnitz)                 | 6,24      |
| 8     | Karin Ertl, geb. Specht (LAC Quelle Fürth/München) | 6,10      |

Datum: 7. Juli

### Dreisprung
| Platz | Athletin, Verein                          | Weite (m) |
| ----- | ----------------------------------------- | --------- |
| 1     | Henny Gastel (SV Halle)                   | 13,54     |
| 2     | Katja Umlauft (LG Nike Berlin)            | 13,48     |
| 3     | Jacqueline Mau (LAC Erdgas Chemnitz)      | 13,39     |
| 4     | Nicole Herschmann (OSC Berlin)            | 13,39     |
| 5     | Sandra Busch (LG Berlin Ost)              | 13,22     |
| 6     | Silvia Otto (Team Erfurt)                 | 12,76     |
| 7     | Wibke Walter (LG Leinfelden-Echterdingen) | 12,73     |
| 8     | Ulla Zöllner (LG Staufen)                 | 12,66     |

Datum: 6. Juli

### Kugelstoßen
| Platz | Athletin, Verein                                  | Weite (m) |
| ----- | ------------------------------------------------- | --------- |
| 1     | Astrid Kumbernuss (SC Neubrandenburg)             | 19,45     |
| 2     | Nadine Kleinert (SC Magdeburg)                    | 18,56     |
| 3     | Nadine Beckel (SC Schwerin)                       | 18,26     |
| 4     | Kathleen Kluge (Hallesche Leichtathletik-Freunde) | 17,07     |
| 5     | Aline Schäffel (LG Ohra Hörsel)                   | 16,28     |
| 6     | Karin Wurm (LG Landkreis Roth)                    | 16,00     |
| 7     | Manuela Freiendorf (LAZ Leipzig)                  | 15,67     |
| 8     | Katja Kròl (LG Nike Berlin)                       | 15,59     |

Datum: 7. Juli

### Diskuswurf
| Platz | Athletin, Verein                      | Weite (m) |
| ----- | ------------------------------------- | --------- |
| 1     | Jana Tucholke (LAZ Leipzig)           | 58,99     |
| 2     | Kathleen Hering (LAZ Leipzig)         | 56,76     |
| 3     | Ina Reiber (SC Magdeburg)             | 55,96     |
| 4     | Katja Kròl (LG Nike Berlin)           | 55,14     |
| 5     | Sabine Rumpf (LSG Goldener Grund)     | 53,35     |
| 6     | Katja Schreiber (LAZ Leipzig)         | 52,81     |
| 7     | Mirjam Burchard (LBV Phönix Lübeck)   | 51,50     |
| 8     | Bianca Overkamp (LG Olympia Dortmund) | 49,48     |

Datum: 6. Juli

### Hammerwurf
| Platz | Athletin, Verein                              | Weite (m) |
| ----- | --------------------------------------------- | --------- |
| 1     | Susanne Keil (LG Eintracht Frankfurt)         | 66,33     |
| 2     | Simone Mathes (TSV Bayer 04 Leverkusen)       | 62,38     |
| 3     | Manuela Priemer (LG Domspitzmilch Regensburg) | 61,73     |
| 4     | Andrea Bunjes (SV Holtland)                   | 61,67     |
| 5     | Betty Heidler (LG Eintracht Frankfurt)        | 60,24     |
| 6     | Bianca Achilles (TSV Bayer 04 Leverkusen)     | 58,94     |
| 7     | Kathrin Klaas (TV Haiger)                     | 57,74     |
| 8     | Betina Gabler (LG München)                    | 57,50     |

Datum: 6. Juli

### Speerwurf
| Platz | Athletin, Verein                                   | Weite (m) |
| ----- | -------------------------------------------------- | --------- |
| 1     | Dörthe Friedrich (LG Karlsruhe)                    | 64,46     |
| 2     | Steffi Nerius (TSV Bayer 04 Leverkusen)            | 64,43     |
| 3     | Jana Woytkowska (Hallesche Leichtathletik-Freunde) | 59,00     |
| 4     | Barbara Vonstein (TSV Bayer 04 Leverkusen)         | 56,36     |
| 5     | Esther Eisenlauer (TV Horstenbach)                 | 54,21     |
| 6     | Jana Ladewig (LG TK Hannover 96)                   | 53,72     |
| 7     | Katharina von Loga (SR Yburg Steinbach)            | 51,99     |
| 8     | Wilma Jansen (LT DSHS Köln)                        | 51,84     |

Datum: 7. Juli

### Siebenkampf
| Platz | Athletin, Verein                                 | Leistung (Pkte) |
| ----- | ------------------------------------------------ | --------------- |
| 1     | Sabine Krieger (MTV 1881 Ingolstadt)             | 5873            |
| 2     | Astrid Retzke (Hallesche Leichtathletik-Freunde) | 5639            |
| 3     | Andrea Tittmann (MTV 1881 Ingolstadt)            | 5515            |
| 4     | Silke Bachmann (TSV Heiligenrode)                | 5348            |
| 5     | Christine Hantsch (USC Mainz)                    | 5338            |
| 6     | Gunild Kreb (Rastatter TV)                       | 5296            |
| 7     | Heidrun Engelsdorfer (VfL Winterbach)            | 5223            |
| 8     | Mareike Witt (TuS Syke)                          | 5208            |

Datum: 31. August / 1. September
fand in Berlin statt

### Siebenkampf, Mannschaftswertung
| Platz | Verein, Besetzung                                                        | Leistung (Pkte) |
| ----- | ------------------------------------------------------------------------ | --------------- |
| 1     | MTV 1881 Ingolstadt (Sabine Krieger, Andrea Tittmann, Annelie Schrader)  | 16.513          |
| 2     | Rastatter TV (Gunild Kreb, Katrin Merkel, Anja Jordan)                   | 15.221          |
| 3     | SSV Ulm 1846 (Ulrike Hebestreit, Marina Apfel, Andrea Kopp)              | 14.141          |
| 4     | LG Eintracht Frankfurt (Martina Rexrodt, Dagmar Burgmann, Anne Vitzthum) | 13.930          |
| 5     | LG Hilden (Christina Hunneshagen, Lisa Weber, Anne Schorr)               | 13.611          |
| 6     | TSG Gießen-Wieseck (Julia Koch, Daniela Müller, Kerstin Novotny)         | 13.175          |
| 7     | LG Karlsruhe (Sofia Gausmann, Cornelia Moll, Stefanie Greuter)           | 12.983          |
| 8     | LC Rothaus Breisgau (Katja Schütz, Susanne Fendrich, Jennifer Bieler)    | 11.699          |

Datum: 31. August / 1. September
fand in Berlin statt

### Crosslauf–5,3 km
| Platz | Athletin, Verein                                | Zeit (min) |
| ----- | ----------------------------------------------- | ---------- |
| 1     | Luminita Zaituc (LG Braunschweig)               | 19:33      |
| 2     | Sabrina Mockenhaupt (LG Sieg)                   | 19:47      |
| 3     | Ulrike Maisch (1. LAV Rostock)                  | 20:07      |
| 4     | Susanne Ritter (LG Bonn/Troisdorf/Niederkassel) | 20:21      |
| 5     | Melanie Schulz (SV Creaton Großengottern)       | 20:33      |
| 6     | Sylvia Nußbeck (LC Rapid Dortmund)              | 20:34      |
| 7     | Carmen Siewert (LG Vorpommern)                  | 20:54      |
| 8     | Birte Bultmann (LG Braunschweig)                | 21:01      |

Datum: 9. März
fand in Regensburg statt

### Crosslauf–5,3 km, Mannschaftswertung
| Platz | Verein, Besetzung                                                                     | Platzziffer |
| ----- | ------------------------------------------------------------------------------------- | ----------- |
| 1     | LG Braunschweig (Luminita Zaituc, Birte Bultmann, Victoria Willcox-Heidner)           | 023         |
| 2     | LG Domspitzmilch Regensburg I (Dr. Ellen Schöner, Susanne Falkenstein, Fakja Hofmann) | 055         |
| 3     | TG Viktoria Augsburg (Kathrin Luxenhofer, Susanne Wildner, Petra Stöckmann)           | 063         |
| 4     | LSG Aalen (Annette Beck, Annette Bendig, Sabrina Scheffold)                           | 080         |
| 5     | LG Sieg (Sabrina Mockenhaupt, Teresa Lautwein, Barbara Stinner)                       | 084         |
| 6     | LG Eichsfeld (Christine Berndt, Maureen Raabe, Nadia Pflug)                           | 123         |
| 7     | LG Domspitzmilch Regensburg II (Gabi Reindl, Eva Karg, Katharina Karl)                | 127         |
| 8     | ASV Köln (Antonia Unger, Dagmar Schaedel, Christina Unger)                            | 133         |

Datum: 9. März
fand in Regensburg statt

### Berglauf
| Platz | Athletin, Verein                                | Zeit (min) |
| ----- | ----------------------------------------------- | ---------- |
| 1     | Claudia Lokar, geb. Borgschulze (TuS Sythen)    | 47:20      |
| 2     | Tina Walter (DJK Schwäbisch Gmünd)              | 49:15      |
| 3     | Dr. Ellen Schöner (LG Domspitzmilch Regensburg) | 50:11      |
| 4     | Stefanie Buss (ASC Rosellen/Neuss)              | 50:16      |
| 5     | Isabella Bernhard (TSG Maxdorf)                 | 50:50      |
| 6     | Romy Lindner (LG Vogtland)                      | 51:50      |
| 7     | Melanie Klein-Arndt (ASC Rosellen/Neuss)        | 52:14      |
| 8     | Ursula Hermann (LT Furtwangen)                  | 53:16      |

Datum: 9. Juni
fand in Zell am Harmersbach statt

### Berglauf, Mannschaftswertung
| Platz | Verein, Besetzung                                                      | Zeit (min) |
| ----- | ---------------------------------------------------------------------- | ---------- |
| 1     | LG Domspitzmilch Regensburg (Dr. Ellen Schöner, Eva Karg, Gabi Reindl) | 2:38:08    |
| 2     | ASC Rosellen/Neuss (Stefanie Buss, Melanie Klein-Arndt, Ute Jenke)     | 2:38:41    |
| 3     | TSG Maxdorf (Isabella Bernhard, Ria Jedter, Katrin Schmitt)            | 3:00:46    |
| 4     | TV Biberach (Verena Echle, Christel Kornmayer, Martina Fernandez)      | 3:09:15    |

Datum: 9. Juni
fand in Zell am Harmersbach statt
nur 4 Mannschaften in der Wertung